# Apoyo de Alemania a Israel en la guerra de Gaza

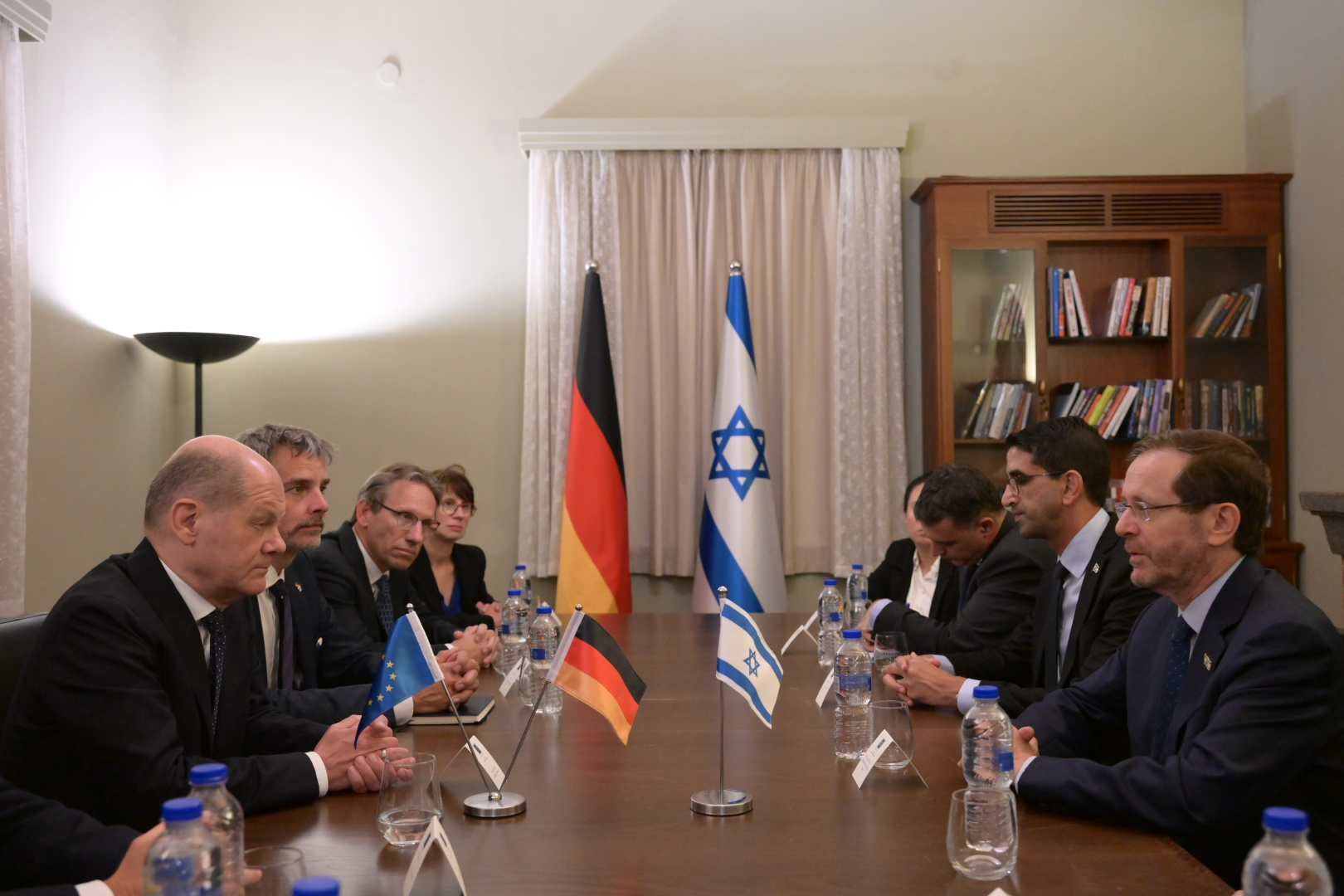
El canciller alemán Olaf Scholz con el presidente israelí Isaac Herzog en Tel Aviv el 17 de octubre de 2023.

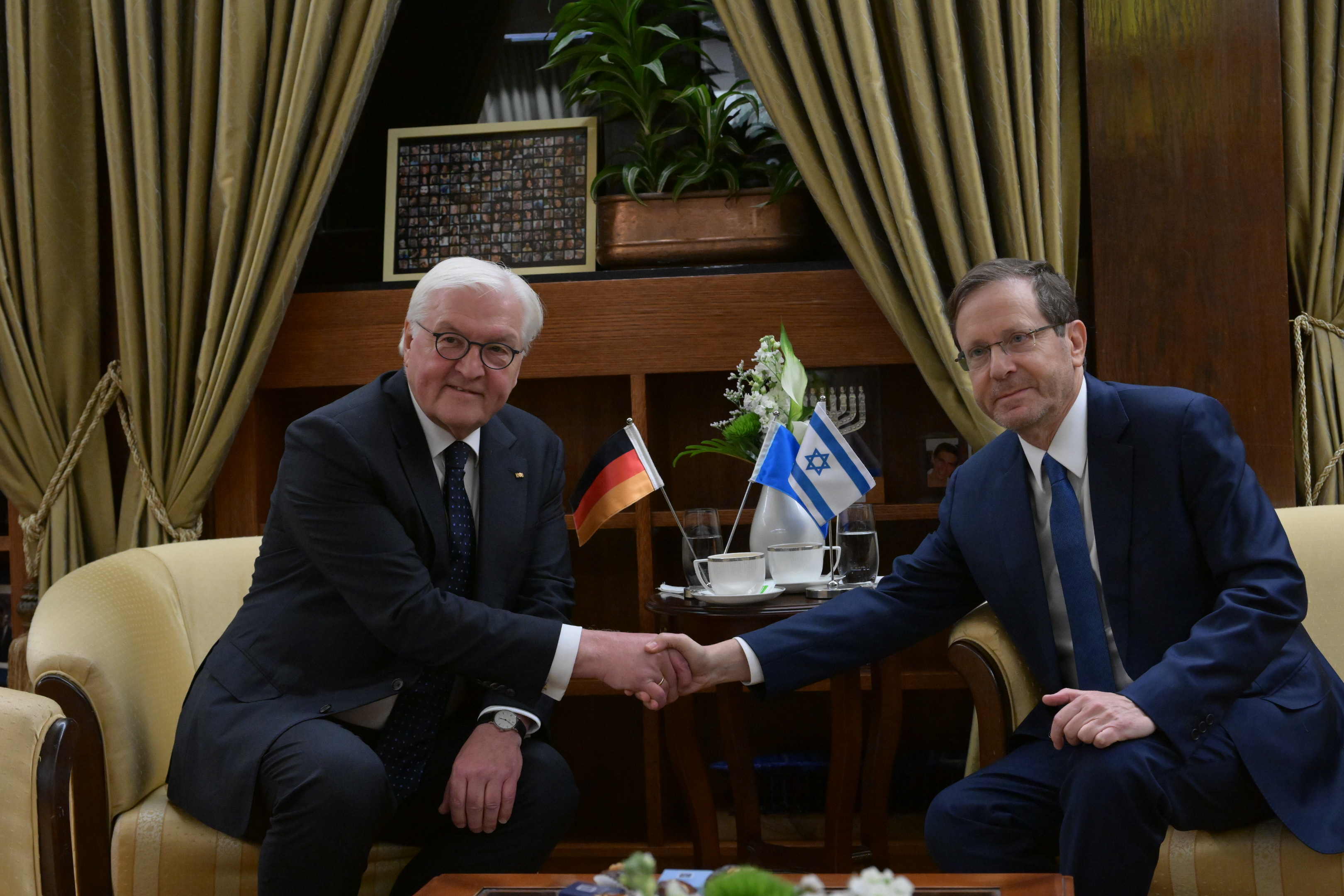
El presidente alemán Frank-Walter Steinmeier con el presidente israelí Herzog en Jerusalén el 26 de noviembre de 2023.

Durante la guerra de Gaza, que comenzó el 7 de octubre de 2023, el apoyo político, económico y militar del gobierno alemán a Israel ha sido público y notorio y ha atraído una importante atención y comentarios de los medios.

## Antecedentes
El 7 de octubre de 2023, militantes palestinos en la Franja de Gaza, liderados por el movimiento islámico Hamás, atacaron a Israel, causando la muerte de casi 1200 ciudadanos israelíes, incluidos 800 civiles, y la toma de 250 rehenes. Tras el ataque, Israel lanzó una invasión de Gaza, que hasta julio de 2025 ha causado la muerte de al menos 60 034 personas, incluidos muchos niños.

## Posición del gobierno alemán
El 17 de octubre de 2024, el canciller alemán Olaf Scholz visitó Israel y declaró que «la historia alemana y nuestra responsabilidad derivada del Holocausto nos obligan a defender la existencia y la seguridad del Estado de Israel». El 12 de octubre de 2024, Scholz declaró que «solo hay un lugar para Alemania: junto a Israel», repitiendo que «la seguridad de Israel es una "razón de Estado" para Alemania».
El 26 de noviembre, el presidente alemán, Frank-Walter Steinmeier, viajó a Israel donde reiteró el apoyo inquebrantable de su país a Israel «Somos solidarios con Israel. No es solo que Israel sea víctima del terrorismo. Nuestra solidaridad es también con el Israel que se defiende, que lucha contra una amenaza existencial». Por su parte el presidente israelí, Isaac Herzog, declaró que «vuestra visita es una expresión de la firme alianza entre nuestros países» y calificó al presidente alemán de «verdadero amigo».
En el primer aniversario del ataque, el presidente Steinmeier pronunció un discurso en el que describió el ataque como «un momento decisivo, un trauma profundo para los judíos no solo en Israel sino en todo el mundo» y advirtió «a nosotros, los alemanes, en particular, contra cualquier condena imprudente de Israel».
El gobierno alemán también ha negado sistemáticamente que se esté produciendo un genocidio en Gaza. En diciembre de 2024, después de que Amnistía Internacional publicara un informe que acusaba a Israel de genocidio, el portavoz del Ministerio de Asuntos Exteriores, Sebastian Fischer, declaró que «el genocidio presupone una clara intención de erradicar a un grupo étnico. Sigo sin reconocer tal clara intención».

## Política exterior
Alemania suspendió 125 millones de euros de ayuda al desarrollo a Palestina en respuesta al ataque de Hamás y dijo que revisaría otros proyectos y la ayuda brindada. En enero de 2025, el gobierno alemán recortó la financiación a las ONG israelíes Zochrot, que trabaja para visibilizar la Nakba, y New Profile, un grupo feminista que lucha contra el reclutamiento militar.
El 27 de octubre de 2023, Alemania se abstuvo en una votación de la Asamblea General de las Naciones Unidas que pedía un alto el fuego en Gaza, alegando que la moción no incluía una condena del ataque del 7 de octubre. Alemania volvió a abstenerse en una moción de la Asamblea General de la ONU que pedía un alto el fuego el 12 de diciembre de 2023.

### Exportaciones de armas a Israel
Según el Instituto Internacional de Estudios para la Paz de Estocolmo, Alemania representó el 30% de las importaciones de armas a Israel entre 2019 y 2023, el segundo mayor exportador solo superado por Estados Unidos. Las cantidades de exportaciones de armas alemanas hacia Israel aumentaron inicialmente considerablemente en los últimos meses de 2023, tras el ataque del 7 de octubre. Sin embargo, en la primera mitad de 2024, las exportaciones de armas alemanas a Israel disminuyeron significativamente. Entre agosto y octubre de 2024, el gobierno alemán autorizó exportaciones de armas a Israel por valor de 94 millones de euros.
En octubre de 2024, el Centro Europeo de Apoyo Legal presentó una petición ante un tribunal alemán solicitando que se bloqueara el envío de un cargamento de 150 toneladas métricas de explosivos de uso militar desde Alemania a Israel, ya que podrían ser utilizados potencialmente para la comisión de crímenes de guerra y crímenes contra la humanidad en la Franja de Gaza.
En septiembre de 2024, un informe de Reuters descubrió que las exportaciones de armas a Israel desde Alemania se habían desacelerado en 2024, debido a problemas legales. Sin embargo, en octubre de 2024, datos del Ministerio de Asuntos Exteriores alemán mostraron que se había autorizado 100 millones de dólares en exportaciones militares en los tres meses anteriores.
Las empresas alemanas Rheinmetall, Renk, MTU Friedrichshafen y ThyssenKrupp exportaron armas utilizadas por Israel en la guerra de Gaza.
En mayo de 2025, después de que las FDI bombardearan una escuela en el barrio de Daraj, en la ciudad de Gaza (Palestina), en la que murieron al menos a treinta y seis personas, incluidos dieciocho niños y seis mujeres, y otras cincuenta y cinco personas resultaron heridas. El ministro de Asuntos Exteriores alemán, Johann Wadephul, dijo que Berlín continuaría vendiendo armas a Israel.
El 8 de agosto de 2025, el canciller alemán, Friedrich Merz, anunció que Alemania no autorizará ninguna exportación de equipo militar a Israel que pudiera utilizarse en la guerra en Gaza «hasta nuevo aviso», está decisión del gobierno alemán se produce después de que el gabinete del primer ministro israelí, Benjamin Netanyahu, aprobase durante la madrugada un plan militar para tomar el control de toda la ciudad de Gaza. Alemania es el segundo mayor proveedor de equipamiento militar de Israel, solo superado por Estados Unidos. De hecho las exportaciones a Israel de armas de ambos países suponen el 80 % del total.  Alemania exportó armas a Israel por más de 131 millones de euros en 2024. En 2023, la cifra superó los 326 millones.

## Política interior
Según el Comisionado Federal de Alemania para la Lucha contra el Antisemitismo, acusar a Israel de genocidio es antisemita. Acusar públicamente a Israel de genocidio puede dar lugar a un arresto en Alemania, incluso cuando los acusadores sean judíos o israelíes. En febrero de 2024 se presentó una denuncia penal ante los tribunales alemanes acusando a varios políticos de alto rango de complicidad en genocidio.

### Cambios en la legislación
En diciembre de 2023, el estado de Sajonia-Anhalt modificó sus leyes sobre solicitudes de ciudadanía, exigiendo a todos los residentes del estado que firmaran un documento en el que «reconocían el derecho de Israel a existir y condenaban cualquier intento de atentar contra la existencia del Estado de Israel». En 2024, el gobierno federal modificó su ley sobre ciudadanía para agregar preguntas sobre el derecho del Estado de Israel a existir en la prueba obligatoria para obtener la ciudadanía.
En junio de 2024, el gobierno federal aprobó una ley que exige que todos los proyectos que soliciten subvenciones públicas adopten la definición de trabajo de antisemitismo de la Alianza Internacional para el Recuerdo del Holocausto, reconozcan el derecho del Estado de Israel a existir y participen en el movimiento de Boicot, Desinversiones y Sanciones.

### Partidos y organizaciones políticas
El partido de izquierda Die Linke ha afrontado importantes turbulencias internas por su postura sobre la guerra de Gaza. La exdiputada de Die Linke, Christine Buchholz, acusó al partido de «no haber respondido adecuadamente a uno de los conflictos políticos centrales: las protestas contra la guerra de Gaza y la continua privación de derechos y deshumanización de los palestinos por parte del Estado de Israel, con el gobierno alemán de su lado».
En agosto de 2023, la Fundación Heinrich Böll (HBS) anunció que la autora judío-estadounidense Masha Gessen había sido la ganadora del Premio Hannah Arendt de Pensamiento Político. En diciembre de 2023, días antes de la entrega del premio, la HBS anunció que retiraba su apoyo al oponerse a un ensayo de Gessen sobre la guerra de Gaza, publicado en The New Yorker el 9 de diciembre.

## Protestas

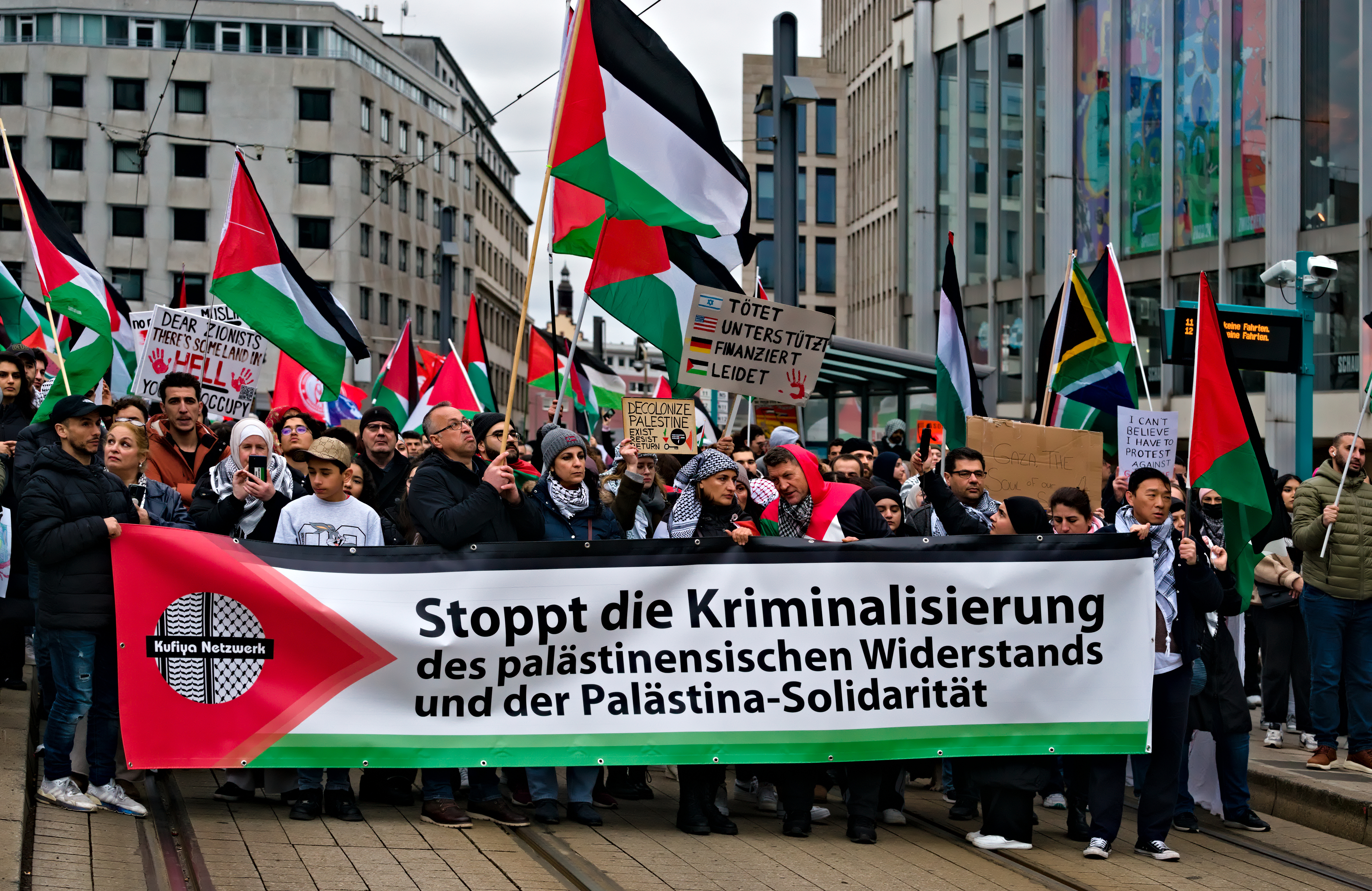
Manifestantes propalestinos en Fráncfort, 2024. La pancarta dice: «Alto a la criminalización de la resistencia palestina y la solidaridad con Palestina». Al fondo: «Israel mata, Estados Unidos apoya, Alemania financia, Palestina sufre».

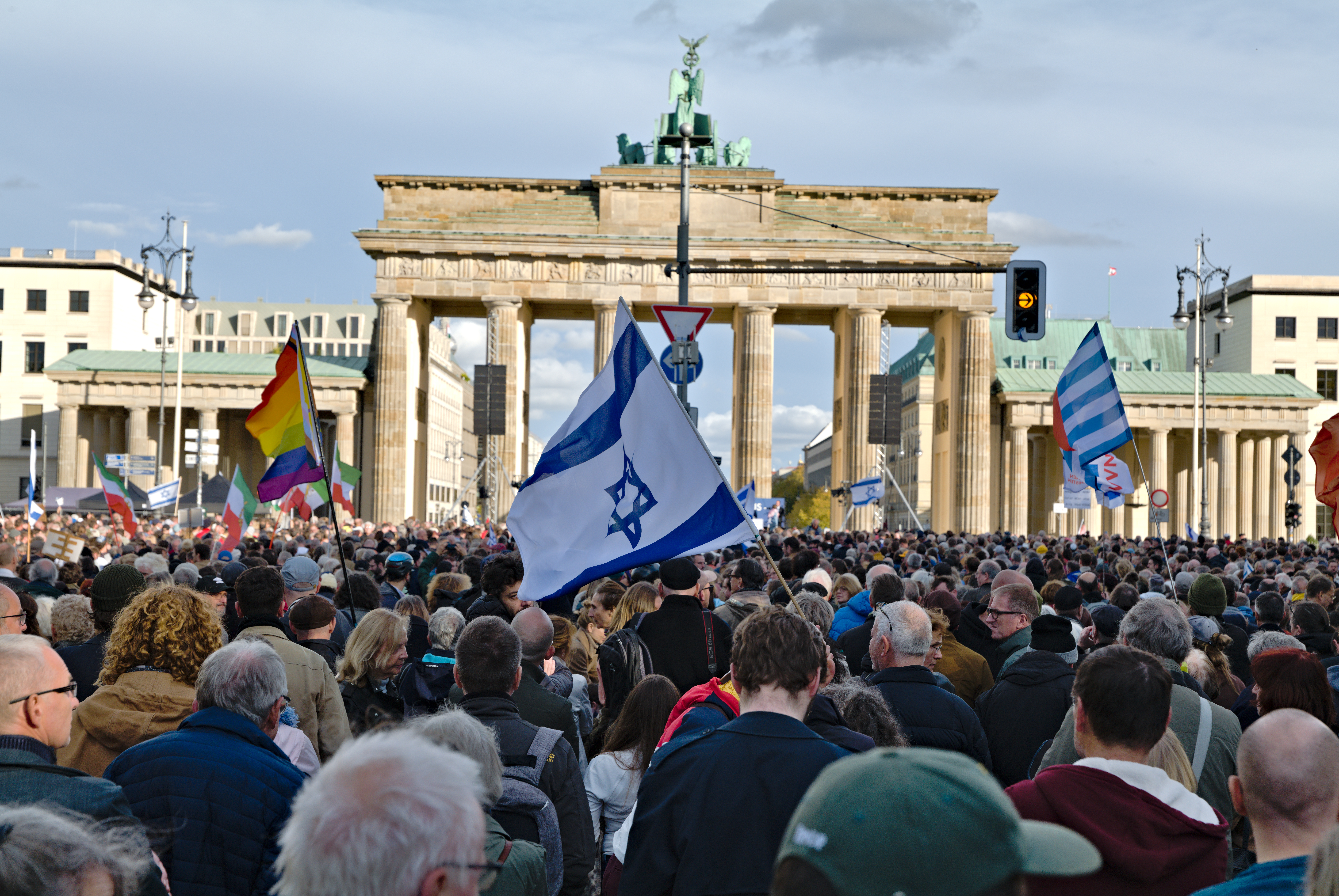
Protesta proisraelí en Berlín el 22 de octubre de 2023

Desde el inicio de la guerra, se han celebrado en Alemania numerosas protestas estudiantiles contra la guerra. La respuesta policial a las protestas ha generado controversia, pues los estudiantes denuncian ataques a la libertad académica, la libertad de expresión y casos de brutalidad policial.
En Berlín, Frankfurt y otras ciudades alemanas, las autoridades prohibieron las manifestaciones pro palestinas.
En junio de 2024, la cadena de noticias pública alemana NDR reveló que, bajo el liderazgo de Bettina Stark-Watzinger, el Ministerio de Educación e Investigación solicitó investigaciones para determinar si el Ministerio podía retirar la financiación a los firmantes de una carta abierta que criticaba la gestión de la Freie Universität Berlin por su comportamiento respecto a los estudiantes que habían participado en un campamento de protesta pro palestino. Los firmantes no hicieron comentarios sobre la situación en Israel, pero señalaron el derecho a la protesta pacífica, la libertad de reunión y la libertad de expresión.

## Reacciones

### En Alemania
La diputada de Die Linke, Nicole Gohlke, afirmó que «el sufrimiento del pueblo palestino parece no interesar al establishment político alemán».
El 12 de noviembre de 2023, el canciller alemán Olaf Scholz rechazó los pedidos de «un alto el fuego inmediato o una larga pausa» en la guerra en Gaza, afirmando que «significaría en última instancia que Israel deja a Hamás la posibilidad de recuperarse y obtener nuevos misiles». En marzo de 2024, Scholz se enfrentó al jefe de política exterior de la Unión Europea, Josep Borrell, por sus críticas de meses de duración a Israel, diciendo que Borrell no hablaba en nombre de Alemania.
En octubre de 2024, el líder de la CDU, Friedrich Merz, logró que el gobierno alemán reanudara los envíos de armas a Israel, incluidas piezas de repuesto para tanques. Propuso despojar de su ciudadanía alemana a las personas con doble ciudadanía por protestar contra Israel. Merz criticó la decisión de la Corte Penal Internacional (CPI) de emitir una orden de arresto internacional contra el primer ministro israelí, Benjamín Netanyahu, y su ministro de Defensa, Yoav Galant, por presuntos crímenes de guerra y de lesa humanidad cometidos por las FDI durante la guerra de Gaza. En febrero de 2025, un día después de las elecciones federales alemanas de 2025, anunció su intención de invitar a Netanyahu a Alemania, «como un desafío abierto» a la decisión de la CPI.
En noviembre de 2023, el presidente alemán, Frank-Walter Steinmeier, pidió a los árabes residentes en Alemania que se distanciaran de Hamás.
El 11 de enero de 2024, durante una visita a Sederot, cerca de la Franja de Gaza, el vicecanciller alemán, Robert Habeck, calificó la demanda de Sudáfrica contra Israel como uno de los mayores absurdos («eine der größten Absurditäten») que se puedan imaginar.
El 23 de octubre de 2023, la ministra alemana de Asuntos Exteriores, Annalena Baerbock, bloqueó una declaración de los ministros de la UE que pedía «un alto el fuego humanitario inmediato» para ayudar a los civiles en la Franja de Gaza. Francesca Albanese, actual relatora especial de la ONU sobre los territorios palestinos ocupados, criticó a Baerbock tras un discurso de la ministra de Asuntos Exteriores en el Bundestag alemán el 7 de octubre de 2024, en el que Baerbock aludió a los ataques israelíes contra lugares civiles palestinos como «autodefensa» y dijo que «eso es lo que representa Alemania», entre numerosos aplausos.
En 2024, el partido de extrema derecha AfD revirtió su posición anterior proIsrael, y su colíder Tino Chrupalla pidió el fin de la relación actual de Alemania con Israel, que Chrupalla describió como «unilateral». Esta decisión provocó críticas de algunos otros miembros del grupo parlamentario AfD, lo que sugiere que continúa la división interna sobre el tema.
Según una encuesta realizada en diciembre de 2023 por el Instituto Alemán Forsa para el periódico Die Welt, el 45 % de los encuestados en Alemania coincidió y el 43 % discrepó de la afirmación: «La acción militar de Israel en la Franja de Gaza es, en general, apropiada». Inmediatamente después del ataque de Hamás contra Israel, el 44 % de los alemanes afirmó que Alemania tiene «una obligación especial con Israel». En diciembre de 2023, esa cifra se redujo al 37 %.

### En el exterior
En enero de 2024, el presidente de Namibia, Hage Geingob, calificó las acciones de Israel en Gaza de «genocidas y horrendas» y criticó duramente la decisión de Alemania de respaldar a Israel en la demanda por genocidio presentada por Sudáfrica contra Israel ante la Corte Internacional de Justicia (CIJ), diciendo que Alemania tenía una «incapacidad moral para sacar lecciones de su horrible historia» y condenó «el apoyo de Alemania a los intentos genocidas del estado racista de Israel».
El 1 de marzo de 2024, Nicaragua inició un proceso legal contra Alemania ante la Corte Internacional de Justicia en el contexto de la Convención sobre el Genocidio, en relación con presuntas violaciones de obligaciones internacionales respecto del territorio palestino ocupado dado el apoyo material, financiero y político de Alemania a Israel en el conflicto en Gaza que se ha agravado desde 2023. El Dr. Carlos José Argüello Gómez, un diplomático nicaragüense, solicitó la orden judicial de medidas provisionales de protección, incluidas la restauración de la financiación alemana suspendida a la Agencia de Naciones Unidas para los Refugiados de Palestina en Oriente Próximo y el cese de los suministros militares a Israel.
El 6 de agosto de 2025, Más de 100 académicos israelíes escribieron una carta advirtiendo que si Alemania no presiona a Israel, podría haber más atrocidades en Gaza.